# Kim Christensen
Kim Christensen es un deportista danés que compitió en vela en la clase Europe. Ganó seis medallas en el Campeonato Mundial de Europe entre los años 1976 y 1991.

## Palmarés internacional
| Campeonato Mundial | Campeonato Mundial      | Campeonato Mundial | Campeonato Mundial |
| Año                | Lugar                   | Medalla            | Clase              |
| ------------------ | ----------------------- | ------------------ | ------------------ |
| 1976               | Malmö (Suecia)          | Medalla de plata   | Europe             |
| 1977               | ND                      | Medalla de plata   | Europe             |
| 1986               | Helsinki (Finlandia)    | Medalla de bronce  | Europe             |
| 1987               | Crozon-Morgat (Francia) | Medalla de plata   | Europe             |
| 1988               | Nieuwpoort (Bélgica)    | Medalla de plata   | Europe             |
| 1991               | Búzios (Brasil)         | Medalla de bronce  | Europe             |